# توم واتسون (لاعب غولف)
توم واتسون (بالإنجليزية: Tom Watson)‏ (و. 1949  م) هو لاعب غولف، ومهندس معماري أمريكي، ولد في كانزاس سيتي، ميزوري، بدأ مشواره المهني سنة 1970.

## التعليم
تعلم في جامعة ستانفورد
.

## جوائز
حصل على جوائز منها:

قاعة الشهرة العالمية للجولف ‏

## روابط خارجية
- توم واتسون على موقع رابطة لاعبي الغولف المحترفين (الإنجليزية)
- توم واتسون على موقع رابطة أوروبا للاعبي الغولف المحترفين (الإنجليزية)
- توم واتسون على موقع رابطة اليابان للاعبي الغولف المحترفين (الإنجليزية)
- توم واتسون على موقع التصنيف العالمي الرسمي للغولف (الإنجليزية)
- توم واتسون على موقع قاعة كنساس للمشاهير الرياضية (مؤرشف) (الإنجليزية)